# Kathedrale von Cafayate

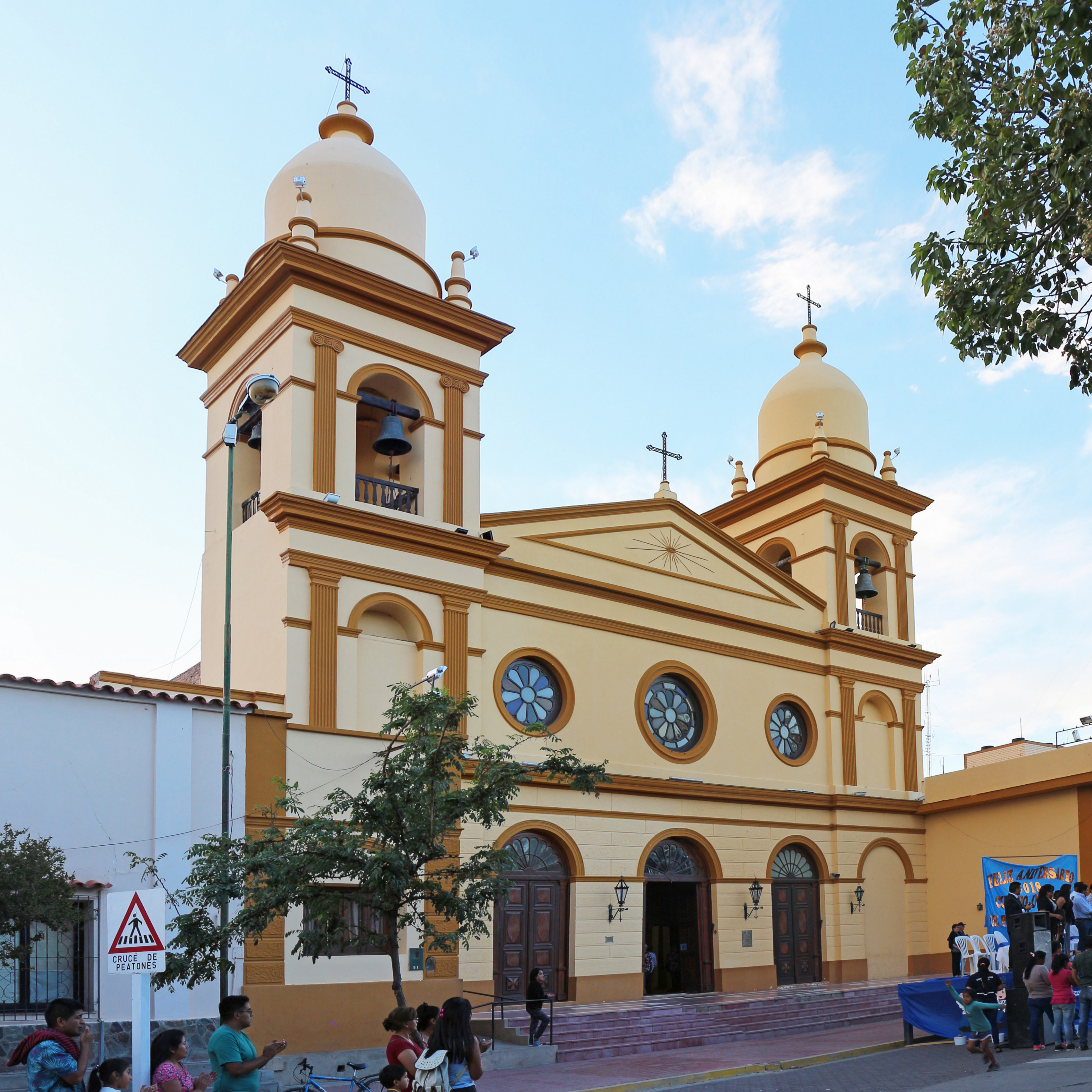
Kathedrale von Cafayate

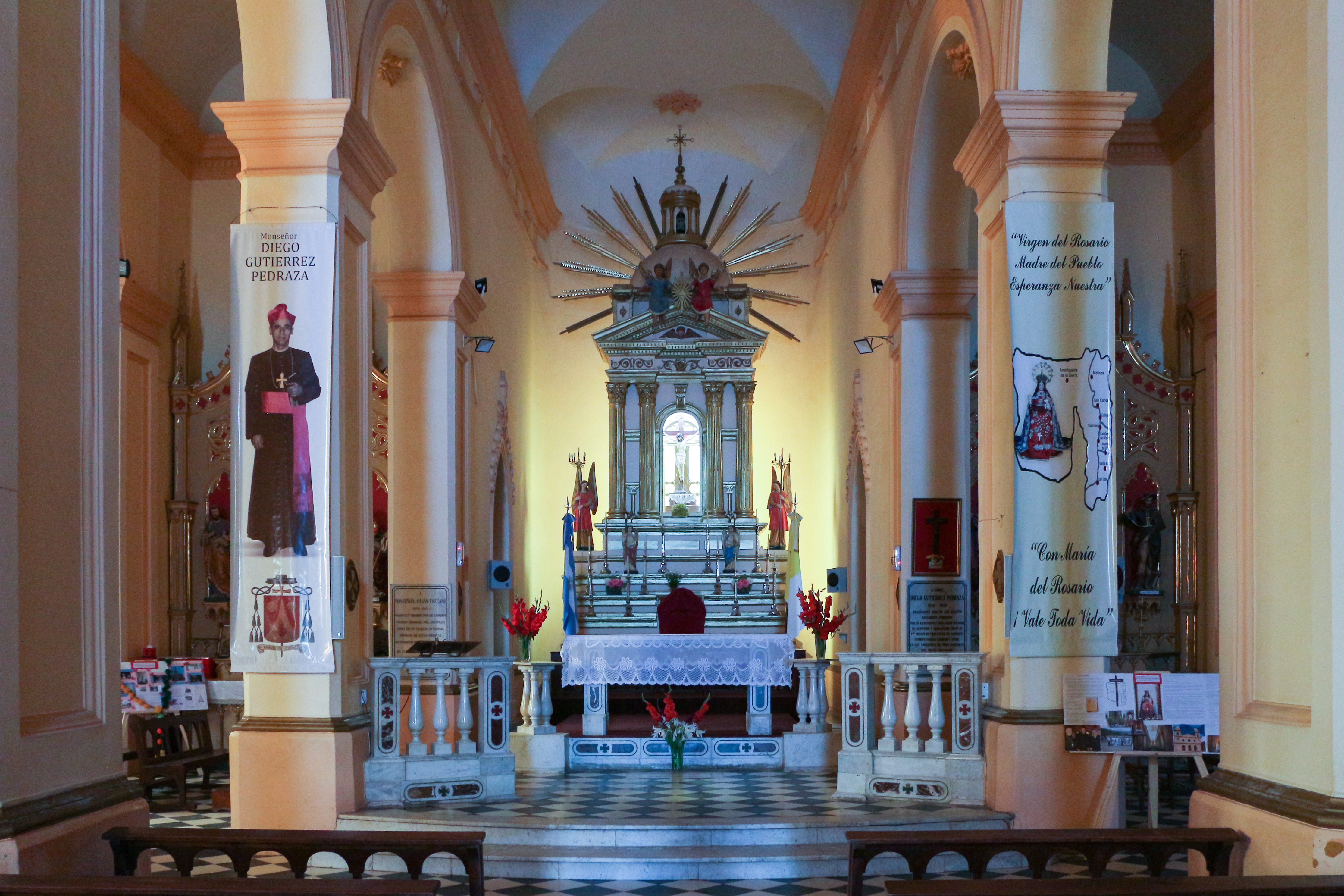
Chorbereich

Die Kathedrale von Cafayate (spanisch Catedral de Nuestra Señora del Rosario) ist der Bischofssitz der römisch-katholischen Suffraganbistums Cafayate in der nordwestargentinischen Stadt Cafayate. 

## Lage
Die knapp 20.000 Einwohner zählende und ca. 1680 m hoch gelegene Stadt Cafayate liegt zwischen zwei Bergbächen knapp 1400 km (Fahrtstrecke) nordwestlich von Buenos Aires in der Provinz Salta. Die Kathedrale befindet sich im Stadtzentrum gegenüber dem Hauptplatz (Plaza Cafayate).

## Geschichte
Die ehemalige Pfarrkirche wurde in den Jahren von 1885 bis 1895 erbaut. Im Jahr 1969 gründete Papst Paul VI. die Territorialprälatur Cafayate, woraufhin die ehemalige Pfarrkirche zur Kathedrale erhoben wurde.

## Architektur
Die dreiportalige Fassade wird durch zwei ca. 18 m hohe seitliche Glockentürme (campanarios) mit kleinen Kuppeln überhöht. Das maximal ca. 45 m lange und 21 m breite Langhaus der Kirche ist fünfschiffig und wird von Pfeilern gestützt, die ein Tonnengewölbe tragen, das jedoch kaum höher ist als die Gewölbe der Seitenschiffe. Das Querschiff ist ca. 27 m breit.